# Michel Catteeuw
Pour les articles homonymes, voir Catteeuw.
Michel Catteeuw, né le 15 février 1910 à Wervik et mort le 10 janvier 1992 à  Kortrijk, est un coureur cycliste belge, professionnel de 1932 à 1939.

## Biographie
Michel Omer Joseph Catteeuw est le fils de Alix Fanny Marie Casier (1880-1934) et de Georges Octave Joseph Jules Catteeuw (1884-1957).
Il a deux sœurs, Jeanne Marie Joseph (1907-2001) et Claire Marie (1912-2014).
Dans son palmarès, on peut noter sa 9e place au Tour de Catalogne 1934.

## Palmarès
- 1930
  - Circuit du Port de Dunkerque
- 1932
  - Circuit du Port de Dunkerque
  - Paris-Hénin Liétard
  - G.P de la Somme
  - 2e à Tourcoing-Dunkerque-Tourcoing
  - 3e à Paris-Valenciennes
- 1933
  - Circuit du Pas-de-Calais :
    - Classement général
    - 1re et 2e étapes
- 1934
  - Circuit du Pas-de-Calais
  - Paris-Hirson
  - G.P de la Somme
  - 3e à Paris-Lille
  - Paris-Cambrai
- 1935
  - Arras-Lille-Arras
  - Paris-Amiens
  - Paris-Hirson
  - Bourg-Genève-Bourg
  - 2e au Tour d'Oranie
  - 2e à Paris-Brasschaat
- 1936
  - Boulogne-Lille
  - 3e à Bruxelles-Bellaire
- 1937
  - 3e à Paris-Verdun
- 1939
  - Circuit de la Vallée de l'Aa